# Catinaccio d'Antermoia
Il Catinaccio d'Antermoia (Kesselkogel in tedesco) è la cima più alta del gruppo del Catinaccio nelle Dolomiti. La quota ufficiale secondo le tavolette IGM 1:25.000 è di 3.002 metri, mentre la cartografia della provincia di Bolzano riporta la quota di 3.001 metri.

## Descrizione
Si trova al confine tra le province di Bolzano e di Trento, circa 20 km a est di Bolzano. Curiosamente il confine aggira le falde del massiccio restando così la vetta completamente in provincia di Bolzano. Fa parte del settore nord del gruppo del Catinaccio, con le Torri del Vajolet a sud e la Croda dei Cirmei (ted. Antermoia-Kogel, m 2.902) a nord. È situato all'interno del Parco naturale dello Sciliar-Catinaccio.
Fu scalato la prima volta dagli inglesi C. Comyns Tucker e T.H. Carson con la guida italiana Luigi Bernard il 31 agosto 1872.

## Toponimo
Il nome Antermoia si fa risalire ad un'antica leggenda ladina, secondo la quale era il nome di una ragazza che, dovendosi separare da un suo pretendente, per il dolore riempì con le sue lacrime la conca che ora forma il laghetto di Antermoia.

## Rifugi

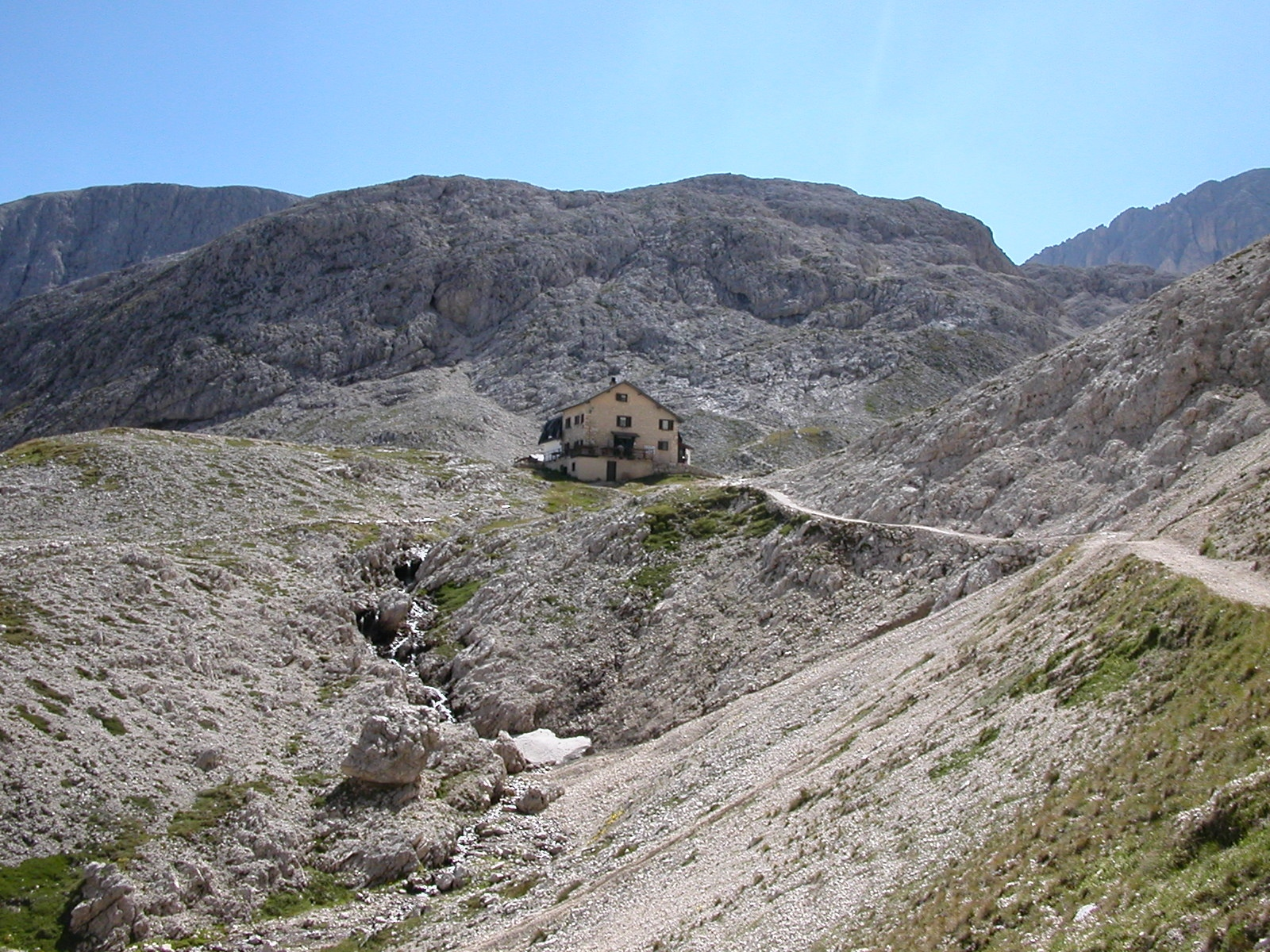
Il rifugio Antermoia (2.497 m) alla base della cima Antermoia.

La zona è ben servita da molti rifugi alpini.
Sul versante est della montagna si trova il Rifugio Antermoia (m 2.497), con a fianco il lago d'Antermoia, di formazione glaciale. Sul versante sud-ovest, nei pressi del passo Principe, si trova il rifugio Passo Principe (m 2.601).
Altri rifugi situati nelle vicinanze sono il rifugio Re Alberto (m 2.621), il rifugio Bergamo al Principe (ted. Grasleiten-Hütte) nella valle del Ciamin, il rifugio Vajolet (m 2.243) e il rifugio Alpe di Tires (m 2.440).